# Kedah
Kedah (známý pod čestným arabským názvem  Darul Aman) je sultanát a jeden z federálních států Malajsie. Kedah leží na severozápadě Malajsie na hranicích s Thajskem. Hraničí na severozápadě s malajsijským státem Perlis, na severu a východě s Thajskem (provincie Songkhla a Yala), na jihovýchodě s malajsijským státem Perak, na jihozápadě s Penangem, ze západu je omýván vodami Malackého průlivu.
Hlavním městem sultanátu je Alor Setar, sídlem sultána je Anak Bukit. Největším městem státu je Sungai Petani (443 000 obyvatel) u hranic s Penangem. Kedah má populaci 2 milióny obyvatel, kteří žijí na rozloze 9 500 km². 
Státním zřízením je Kedah konstituční monarchie v čele s dědičným sultánem, který je hlavou Islámu na území státu a disponuje výkonnými pravomocemi. Ústava sultanátu byla přijata roku 1950.  O moc se dělí sultán s parlamentem (Dewan Undangan Negeri Kedah), který má 36 členů volených na pět let, v jednomandátových obvodech. Volby do státního parlamentu se konají souběžně s federálními volbami. Každodenní záležitosti má na starosti vláda (předseda vlády a deset ministrů), kterou jmenuje sultán ze členů nejsilnější parlamentní strany.
Obyvatelstvo státu tvoří ze 75 % tvoří Malajci. K dalším etnickým skupinám patří Číňané (13 %) a Indové (7 %). Většina populace jsou sunnitští muslimové (77 %). Další rozšířená náboženství jsou buddhismus (14,2 %), hinduismus (6,7 %), křesťanství (0,8 %) a tradiční čínské náboženství (0,3 %).
Většina území tvoří nížina, kromě pohoří ve východní oblasti státu, kde pramení Muda největší místní řeka (203 km), která na posledních 30 km tvoří hranici se státem Penang. Součástí Kedahu je také souostroví Langkawi ležící v Malackém průlivu přibližně 27 km západně od pobřeží Perlisu. Souostroví zahrnuje více než 100 ostrovů o celkové rozloze 528 km².
Hlavním hospodářským odvětvím je zemědělství, především pěstování rýže. Rýže vypěstovaná v Kedahu tvoří polovinu produkce z celé Malajsie. Na ochranu místní produkce zakázala v roce 2008 státní vláda přeměnu rýžových polí na stavební plochy. Rostoucím sektorem průmyslu je automotive, letectví a cestovní ruch.